# Любименко, Владимир Николаевич
Влади́мир Никола́евич Люби́менко (4 [16] января 1873, с. Вейделевка, Воронежская губерния — 14 сентября 1937, Ленинград) — русский советский ботаник, специалист в области физиологии растений, член-корреспондент РАН (с 1922, АН СССР с 1925) и действительный член АН УССР (с 1929).

## Биография
Родился в семье мелкого служащего. Начальное образование получил уездном училище г. Новый Оскол, затем поступил в Харьковское земледельческое училище, в котором благодаря отличным успехам учился на казённый счёт. После окончания училища (1892) работал агрономом в одном из имений Полтавской губернии.
В 1894 году поступил в Петербургский лесной институт. Здесь ботанику преподавал профессор И. П. Бородин, под влиянием которого решил заняться ботаникой.
В 1898 году окончил Лесной институт с золотой медалью за сочинение «Об отложении кристаллов щавелевокислого кальция в органах цветка». По окончании института он был оставлен для подготовки к профессорскому званию по кафедре лесоводства (1899—1900), но увлечение ботаникой заставило его перейти на кафедру ботаники в качестве исполняющего обязанности ассистента. Поскольку, согласно существовавшему тогда положению, должность ассистента по этой кафедре могли занимать только лица с университетским образованием, Любименко в 1900 году поступил вольнослушателем в Петербургский университет. В 1902 году сдал экстерном государственные экзамены, получил диплом I степени и в этом же году был утверждён в должности ассистента по кафедре ботаники Лесного института.
В 1903 году уехал в научную командировку за границу в Бонн, где работал в лаборатории Страсбургера, изучая деление ядер в материнских клетках пыльцы и зародышевых мешках у нимфейных. В 1904 году в Париже в лаборатории Боннье начал работы по фотосинтезу, которые в дальнейшем стали основной темой его научных исследований.
В 1905 году перешёл на работу в Лесной департамент, который направил его в трёхгодичную командировку во Францию для научных исследований по проблеме светолюбия и теневыносливости древесных пород.
В 1908 году назначен на должность ботаника Никитского ботанического сада в Крыму, где проработал до конца 1913 года.
В 1909 году сдал в Харьковском университете магистерские экзамены, а в 1910 защитил в Петербургском университете магистерскую диссертацию на тему «Содержание хлорофилла в хлорофильном зерне и энергия фотосинтеза». За научные труды по изучению хлорофилла Академия наук присудила Любименко Бёйтензоргскую стипендию — на научное путешествие в тропические страны.
В 1913 году отправился в это путешествие и посетил Австралию, Новую Зеландию, острова Малайского архипелага. В Бёйтензоргском ботаническом саду на острове Ява он занялся обширными исследованиями по хлорофиллу. Из тропиков им были привезены коллекции образцов растений и животных, которые он передал в Ботанический институт, Зоологический музей Академии наук и в Никитский ботанический сад.
В 1914 году перешёл на работу в Петербургский ботанический сад вначале старшим консерватором, затем научным сотрудником и заведующим лабораторией. Здесь он работал 23 года, до конца жизни. С 1931 по 1937 год одновременно заведовал отделом экспериментальной ботаники в Ботаническом институте.
В 1917 году защитил диссертацию на соискание учёной степени доктора ботаники на тему «Превращение пигментов пластид».
В 1922 году избран членом-корреспондентом Академии наук, а в 1929 году — действительным членом Украинской Академии наук. В связи с последним избранием, не оставляя работы в Петербургском ботаническом саду и Ботаническом институте, развернул научную деятельность в Киеве, где он в Академии наук УССР организовал лабораторию по физиологии растений.
На протяжении всей своей жизни вёл большую педагогическую работу, читал курсы по ботанике в Петроградском университете (1931—1937), на высших курсах имени П. Ф. Лесгафта (1916—1928), в Химико-фармацевтическом институте (1922—1930), в Военно-медицинской академии (1924—1929).
Жена — Инна Ивановна (1879—1959), историк, дочь его учителя И. П. Бородина.
Умер 14 сентября 1937 года. Похоронен в Ленинграде на Смоленском православном кладбище (могила не сохранилась).

## Научная деятельность
Научные работы работы В. Н. Любименко, которых насчитывается свыше двухсот, относятся к разным областям ботаники. Среди них есть немало работ, имеющих практическую направленность: о пробковом дубе, культуре чайного куста, каучуке, беладонне, о сорняках, эфирных маслах, алкалоидах и пр. Ему принадлежат несколько цитологических работ. Три из них выполнены вместе с профессором Алжирского университета А. Мэж и посвящены ядрам у нимфейных. Авторы впервые измерили вариации в объёме ядер при разных типах деления — соматическом и редукционном.
Наиболее важные труды В. Н. Любименко, принесшие ему заслуженную известность, относятся к физиологии растений. В них он изучал роль света в жизни растений, растительные пигменты и воздушное питание растительного организма. Для его исследований характерна их экологическая направленность, изучение влияния внешних факторов, и более всего света, на их жизнедеятельность.
Во время работы в Париже в лаборатории Г. Боннье, его основной исследовательской задачей было дать физиологическую характеристику древесных растений: отношение их к свету, их хлорофиллоносный аппарат и его чувствительность к свету, фотосинтетическая деятельность растений в зависимости от света, влияние света на прорастание семян, на распускание почек, на рост плодов лесных пород, на процесс ассимиляции углекислоты и продукцию сухой массы. Наиболее крупной работой парижского периода является сочинение «Влияние света различной напряжённости на накопление сухого вещества и хлорофилла у светолюбивых и теневыносливых растений» (1909).
В. Н. Любименко сконструировал три модели спектрокалориметра, которые позволяли удобно определять минимальные количества пигментов — хлорофилла или сопровождающих его жёлтых пигментов. Выясняя минимальную напряжённость света, при которой начинается разложение углекислоты у светолюбивых и теневыносливых растений В. Н. Любименко впервые доказал существование светового порога для начала фотосинтеза — необходимость некоторой минимальной напряжённости света, что впоследствии было подтверждено другими исследователями.
Ученый провёл обширные, трудоёмкие количественные определения хлорофилла более чем у 600 видов растений — светолюбивых и теневыносливых древесных пород. Он установил различия в количественном содержании хлорофилла у светолюбивых и теневыносливых растений: светолюбы оказались беднее хлорофиллом по сравнению с теневыносливыми растениями. Большое уплотнение растительного покрова в тёплых странах В. Н. Любименко объяснял преобладанием теневыносливых растений, содержащих большое количество зелёного пигмента. Кроме того он нашёл, что количество хлорофилла изменяется в зависимости от возраста листа: молодые листья содержат меньше хлорофилла, чем полностью сформировавшиеся. У старых листьев количество хлорофилла уменьшается.
Количество хлорофилла в листьях В. Н. Любименко рассматривал как приспособительный признак к условиям фотосинтеза на разных широтах, в разных местообитаниях, к освещению светом разной напряжённости. По его мнению, светолюбивые и теневыносливые растения являются различными физиологическими типами. Он установил понятие функциональной энергии листа — его фитосинтетическую работоспособность и пришёл к выводу, что эта функциональная энергия полностью не используется, встречая ограничения со стороны внутренних тормозов. Главный тормоз, задерживающий фотосинтез, — это задержка в переработке ассимилянтов, накопление крахмала в листе.
В. Н. Любименко выяснил специфическое отличие в использовании растением красных и синих лучей в фотосинтезе у светолюбивых и теневыносливых растений. Эти и другие исследования показали, что интенсивность фотосинтеза и накопление сухого вещества не всегда идут параллельно: в красных лучах интенсивнее протекает фотосинтез, а в сине-фиолетовых — накопление вещества. Он впервые установил зависимость фотосинтеза от раздражения протоплазмы, например вызываемой ранением. Ранение усиливало энергию фотосинтеза и увеличивало накопление сухого вещества. Установление этой зависимости явилось новым этапом в учении о фотосинтезе.
Наряду с фотосинтезом В. Н. Любименко изучал влияние на растения продолжительности дневного освещения, получившего название фотопериодизма. Эти работы проводились им независимо от американских ботаников Гарнера и Алларда. В. Н. Любименко совместно с О. А. Щегловой, выяснил, что удлинение или укорочение светового периода суток отзывается на развитии растений, причём разным видам свойственна приспособленность к разной длине дня.
В. Н. Любименко построил интересную гипотезу возникновения и эволюции фотосинтетической функции у первичных органических форм, населявших нашу планету. По его мнению, первичное население Земли состояло из хемосинтезирующих организмов, подобных современным нитрифицирующим бактериям. Накопленное этими организмами органическое вещество могло дать толчок к специализации в сапрофитном питании, для появления сапрофитов.
Установление важнейших закономерностей и эволюции процесса фотосинтеза, выяснение отношений растения и светового фактора — важнейшая заслуга В. Н. Любименко перед наукой, постановившая его в ряды ведущих фитофизиологов экологического направления.
Его труды по растительным пигментам характеризуются общебиологической направленностью. Он проводил спектроскопическое изучение растительных пигментов, определял их количество в листьях, изучал процессы их образования, накопления и превращения в живой ткани растения, а также изучал биологические процессы, связанные с пигментами пластид.
Заинтересовавшись открытым К. А. Тимирязевым и Н. А. Монтеверде протохлорофиллом, Любименко стал искать его и обнаружил его присутствие в кожуре семени тыквенных. Исследовав его, он нашёл, что этот новый зелёный пигмент является близким, но не тождественным с протохлорофиллом. Независимо от В. Н. Любименко новый пигмент открыл и Монтеверде, назвав его хлорофиллогеном. Совместное изучение этого пигмента Любименко и Монтеверде (1912) показало, что он представляет дериват хлорофиллогена. Извлечь его из живых листьев не удалось, так как при воздействии растворителей хлорофиллоген превращался в протохлорофилл. Любименко и Монтеверде считали, что хлорофиллоген является промежуточным продуктом образования хлорофилла и его предшественником. Образование хлорофилла у разных зелёных растений они представляли в виде такой схемы: лейкофилл при посредстве энзим превращается в хлорофиллоген, образующийся и найденный в тканях этиолированных проростков растений. Последний в зависимости от условий претерпевает дальнейшие превращения. У низших растений — водорослей, мхов он может полностью превращаться в хлорофилл в темноте, у хвойных — в темноте и на свету, у остальных высших растений — только на свету.
Выясняя природу и характер действия внутренних факторов на превращение пигментов в живой пластиде, В. Н. Любименко пришёл к выводу, что окраска пластид зависит от величины окислительно-восстановительного потенциала клетки. Этим был подтверждён вывод К. А. Тимирязева об участии окислительного процесса в образовании хлорофилла. Эволюцию пигментов пластид Любименко проследил в разных органах растений. Он установил физиологическое сходство между осенним пожелтением листьев и созреванием плодов.
В. Н. Любименко написал несколько обобщающих биологических работ: по пигментам (совместно с В. А. Бриллиант) — «Окраска растений» (1924), по воздушному питанию — «Материя и растения» (1924) и «Фотосинтез и хемосинтез в растительном мире» (1935). Эти работы носят характер оригинальных научных исследований. В них хорошо освещена история вопроса, критически разработаны исследования учёных по данной проблеме, приведены обширный списки литературы и изложены собственные труды автора.
На основе читанных курсов ботаники В. Н. Любименко написал обширный «Курс ботаники» (1923), отличающийся широким общебиологическим характером. В 1927 году этот учебник был переведён на французский язык.
Владимир Николаевич Любименко как учёный отличался поразительной работоспособностью, трудолюбием, обширными знаниями. он был неутомимым в научной работе, а в часы отдыха любил заниматься спортом: коньками, теннисом, кататься на велосипеде.

## Основные научные труды
- О чувствительности хлорофиллоносного аппарата светолюбивых и теневыносливых растений // Лесной журнал. — 1905. — Вып. 8. — С. 1269—1281.
- О чувствительности хлорофиллоносного аппарата светолюбивых и теневыносливых растений // Лесной журнал. — 1905. — Вып. 9. — С. 1435—1449.
- Новые данные о чувствительности хлорофиллоносного аппарата светолюбивых и теневыносливых растений // Лесной журнал. — 1906. — Вып. 1. — С. 17—34.
- Новые исследования об ассимиляции светолюбивых и теневыносливых пород // Лесной журнал. — 1908. — Вып. 2. — С. 149—185.
- Содержание хлорофилла в хлорофильном зерне и энергия фотосинтеза // Труды С.-Петербургского о-ва естествоиспытателей. Отд. ботаники. — 1910. — Т. 41. — С. 1—267.
- Монтеверде Н. А., Любименко В. Н. Исследования над образованием хлорофилла у растений. (Представлено в заседании Физ.-матем. отд-ния 13 ноября 1913 г.) III. [Продолжение] // Известия Императорской Академии наук. VII серия. — СПб.: Тип. Акад. наук, 1913. — Т. VII, № 17. — С. 1007–1028. — начало в Изв. Акад. наук. 1911, № I; 1912, № 9.
- Монтеверде Н. А., Любименко В. Н. Съедобные дикорастущие растения северной полосы России. Вып. 1. — Пб.: Тип. Э. Ф. Мекс, 1918.
- Монтеверде Н. А., Любименко В. Н. Съедобные дикорастущие растения северной полосы России. Вып. 2. — Петроград: Тип. Л. А. Ганзбурга, 1918.
- О превращении пигментов пластид в живой ткани растения // Записки Академии наук, VIII серия. — 1916. — Т. 33, вып. 12. — С. 274.
- Исследование пигментов пластид // Известия Российской Академии наук. — 1918—1923.
- Курс общей ботаники. — Берлин: Госиздат, 1923. — 1023 с.
- Фотосинтез и хемосинтез в растительном мире. — М.; Л.: Сельхозгиз, 1935. — 320 с.
- Избранные труды в 2-х т.. — Киев: АН УССР, 1963.